# Municipio de Beaverton
El municipio de Beaverton (en inglés: Beaverton Township) es un municipio ubicado en el condado de Gladwin en el estado estadounidense de Míchigan. En el año 2010 tenía una población de 1964 habitantes y una densidad poblacional de 21,46 personas por km².

## Geografía
El municipio de Beaverton se encuentra ubicado en las coordenadas 43°51′7″N 84°34′13″O / 43.85194, -84.57028. Según la Oficina del Censo de los Estados Unidos, el municipio tiene una superficie total de 91.51 km², de la cual 90,73 km² corresponden a tierra firme y (0,85 %) 0,78 km² es agua.

## Demografía
Según el censo de 2010, había 1964 personas residiendo en el municipio de Beaverton. La densidad de población era de 21,46 hab./km². De los 1964 habitantes, el municipio de Beaverton estaba compuesto por el 97,96 % blancos, el 0,25 % eran afroamericanos, el 0,15 % eran amerindios, el 0,71 % eran de otras razas y el 0,92 % eran de una mezcla de razas. Del total de la población el 2,34 % eran hispanos o latinos de cualquier raza.